# 双城堡城址
双城堡城址，位于中国吉林省公主岭市双城堡镇偏脸城村，为一个省级文物保护单位，类型为古城址，公布时间为2007年5月31日。该文物保护单位由公主岭市文管所管理。
双城堡城址的历史年代为辽、金。